# Xigu

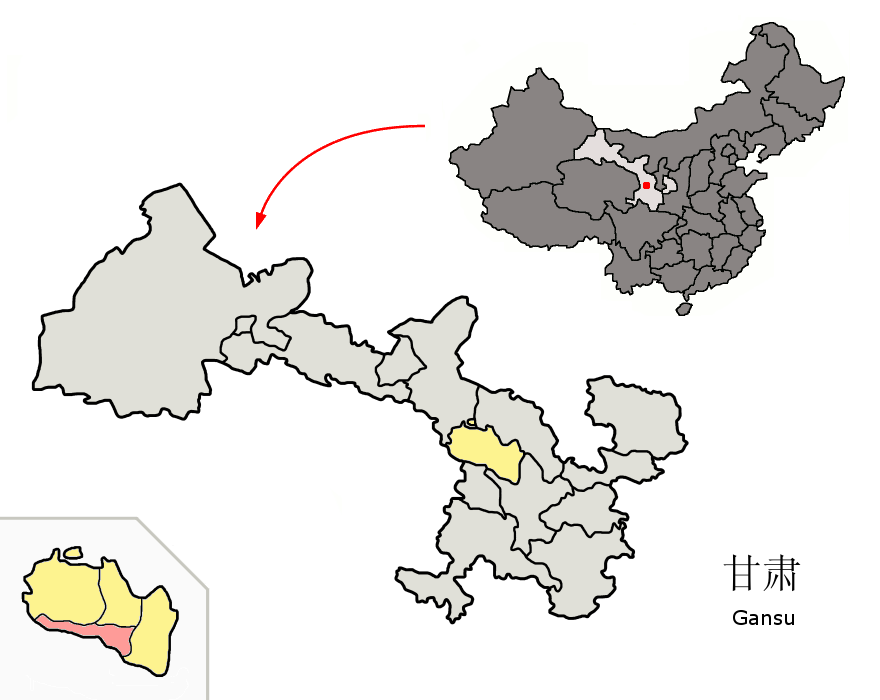
Lage des Gebietes der fünf Stadtbezirke (rosa) von Lanzhou (gelb) in Gansu

Der Stadtbezirk Xigu (chinesisch 西固区, Pinyin Xīgù Qū) gehört zum Verwaltungsgebiet der bezirksfreien Stadt Lanzhou, der Hauptstadt der chinesischen Provinz Gansu. Xigu hat eine Fläche von 383,6 km² und zählt 369.000 Einwohner (Stand: Ende 2018).